# Hilde Warren und der Tod
Hilde Warren und der Tod ist ein deutscher Spielfilm aus dem Jahre 1917 von Joe May (Regie) und Fritz Lang (Drehbuch). Die Titelrolle der Hilde verkörperte Mays Ehefrau Mia May.

## Handlung
Hilde Warren ist eine bekannte, lebensfrohe Bühnenschauspielerin. Eines Tages, bei den Proben zu dem Stück „Der Meister von Palmyra“, kommt es zu einer Unterhaltung, bei dem der Tod im Mittelpunkt steht. Gegenüber ihrem Intendanten Wengraf erklärt sie, dass sie es nicht verstünde, wenn jemand den Tod herbeisehnen würde. Wengraf, der sich in seine Ensembledarstellerin längst verliebt hat, kann sie jedoch nicht für sich gewinnen und wird von ihr abgewiesen. Mehr noch als das private Glück besitzt im Moment die hohe Kunst Vorrang in Hilde Warrens Leben.
Eines Tages heiratet die Schauspielerin einen gesuchten Mörder. Es handelt sich um den weltmännisch und elegant auftretenden Hector Roger. Als er sich wenig später seiner Verhaftung entziehen will, wird er von der Polizei erschossen. Hilde Warren, von dem Toten schwanger, umschwirren fortan wirre Todesvisionen. Nun bleibt ihr nur noch der Sohn, dem sie all ihre Liebe geben will. Eines Tages kommt Intendant Wengraf erneut auf sie zu und macht Hilde ein Angebot. Er sei noch immer bereit, sie zu heiraten, unter einer Bedingung allerdings: sie müsse ihr Kind, die Brut eines Mörders, aufgeben.
Nie würde Hilde Warren ein derart unmoralisches Angebot annehmen. Stattdessen versucht sie, trotz aller widrigen Umstände, dem Jungen eine gute Mutter zu werden. Doch auch ihr Sohn Egon, eine kriecherische, schmierige Gestalt, gerät wie sein Vater auf die schiefe Bahn. Seine krummen Geschäfte besitzen bald ganz das Format seines Vaters. Bald lässt er seine Mutter im Stich und lässt sich erst dann wieder bei ihr blicken, als die Polizei nach ihm fahndet. Er soll, ebenfalls wie der Vater, einen Mord begangen haben.
Hilde Warren sieht nur noch eine Möglichkeit, dieses Elend zu beenden. Als er sie daheim wegstößt und sie aus Geldnot auch noch berauben will, richtet sie selbst ihren Sohn und erschießt ihn. Die Polizei erscheint und fährt sie, schwarz gekleidet und in Trauer, mit der Kutsche ins Gefängnis. Hilde Warren denkt nun an ihr Gespräch zurück, das sie einst mit dem Intendanten führte. Ihr Leben liegt in Trümmern, und ihr ist nach nichts mehr, als nach einem gnädigen Tod, der Erlösung für eine gramgebeugte Mutter bedeutet. Und der spindeldürre, hochgewachsene Tod, der hinter ihr steht, ist gnädig: Er weitet seine in pechschwarzem  Tuch gehüllte Arme, die nunmehr Flügeln gleichen, aus, umhüllt Hilde, bis sie ganz in seinen Armen verschwindet und erlöst sie von ihrem irdischen Schmerz.

## Produktionsnotizen
Der Film entstand im Juni 1917 und passierte die Zensur im darauf folgenden Monat. Ein Kinder- wie auch Jugendverbot wurde ausgesprochen. Die Uraufführung fand am 31. August 1917 im Tauentzienpalast Berlin statt.
Für Fritz Lang war dieses Drehbuch einer seiner ersten Manuskripte. Der soeben 18 Jahre alt gewordene Nachwuchskameramann Curt Courant gab hier, vermutlich an der Seite des erfahrenen Carl Hoffmann, sein Debüt als Chefkameramann. Die Bauten stammen von Siegfried Wroblewsky.
Georg John gab in diesem Film eine höchst markante Performance als Tod. Dort „erschien John, schmal wie ein Handtuch, leichenblaß und mit langer, strähniger Mähne, als spukhaft-dürre, Schaudern machende, alptraumhafte Vision.“

## Kritiken
In der Lichtbild-Bühne heißt es: „Mia May zeichnet, nein sie lebt die Hilde Warren in ihrem Schicksal, nirgends posierend, voll von Lebenswahrheit. Auch die übrigen Künstler leben im Geist der Handlung und machen den Film von Joe May zu einem gehaltvollen.“
Im Kinematograph ist zu lesen: „Ein Schicksal, menschlich rührend, ein Charakter, mit dem man fühlt, mit dem man bangt und, dessen Erlösung man als eine Befreiung von irdischer Qual mitempfindet. Für Mia May eine große Rolle mit großen Aufgaben. Wie die Künstlerin sie löst, zeigt uns deutlich, welche darstellerische Kraft in ihr steckt. Erst die Lebensbejaherin, dann die noch immer starke Frau, auf die das Schicksal unerbittlich herniederbricht. Wie ihr der Tod als Erlöser erscheint, wirkt wahrhaft erschütternd. Ein neues Ruhmesblatt zu Mia Mays alten Erfolgen. Mierendorff, Kastner und Matray sind vollwertige Partner. Inszenierung und Photographie sind wieder von gediegenem Geschmack.“
Bezüglich der Qualität von Langs Drehbuch im Vergleich zu seiner Vorgängerarbeit Die Hochzeit im Excentric-Club schrieb Heinrich Fraenkel: „Aber schon Langs nächstes Manuskript für May, Hilde Warren und der Tod, war geistig sehr viel anspruchsvoller und thematisch gewissermaßen der Vorläufer seiner ersten großen Regieaufgabe: Der müde Tod.“